# Mehrdad Pooladi
Mehrdad Pooladi (Karaj, 26 de fevereiro de 1987), é um futebolista Iraniano que atua como Lateral. Atualmente, está sem clube. O último clube que defendeu foi o Persepolis.

## Carreira
Mehrdad Pooladi representou a Seleção Iraniana de Futebol na Copa da Ásia de 2015.

## Títulos
- Iran Pro League: 2008–09